# Буффавенто
Буффаве́нто (итал. Buffavento, греч. Βουφαβέντο) — замок на горе Буфавендо (954 м) в горном хребте Кириния, который тянется вдоль северного побережья острова Кипр. Своё название получил из-за высокогорного расположения (950 метров над уровнем моря), и в переводе с итальянского означает «защита от ветров».
Буффавенто располагается в Киренийских горах между замками Святого Илариона и Кантара, и, как и они, был сооружён для защиты от арабских набегов, и контролировал важнейшие переходы через горы. Между замками была налажена система сигнального оповещения с помощью больших огненных факелов.
Нижняя часть замка была сооружена, вероятно, византийцами в XI веке. В XIV веке замок был расширен и укреплён Лузиньянами, под контроль которых попал. В то же время он стал использоваться и в качестве тюрьмы. Во время контроля венецианцев над островом замок утратил своё значение, уступив его другим прибрежным замкам.